# مدیو سن خوان
مدیو سن خوان (انگلیسی: Medio San Juan) نام شهری در کشور کلمبیا است.